# Ridderorden in Paraguay
Na de onafhankelijkheid van Spanje in 1825 heeft de Republiek Paraguay twee ridderorden ingesteld.
- De Nationale Orde van Verdienste ("Orden al Mérito") 1939
- De Orde van Militaire Verdienste ("Orden al Mérito Militar") 1957